# Odontophrynus americanus
Odontophrynus americanus é uma espécie de anfíbio  da família Odontophrynidae.
Pode ser encontrada nos seguintes países: Argentina, Brasil, Paraguai, Uruguai e possivelmente em Bolívia.
Os seus habitats naturais são: florestas secas tropicais ou subtropicais , florestas subtropicais ou tropicais húmidas de baixa altitude, savanas úmidas, matagal húmido tropical ou subtropical, matagal tropical ou subtropical de alta altitude, campos de gramíneas subtropicais ou tropicais secos de baixa altitude, campos de gramíneas de baixa altitude subtropicais ou tropicais sazonalmente úmidos ou inundados, rios intermitentes, lagos de água doce intermitentes, marismas intermitentes de água doce, pastagens, jardins rurais, áreas urbanas e florestas secundárias altamente degradadas.